# أشلي دود
أشلي دود (بالإنجليزية: Ashley Dodd)‏ هو لاعب كرة قدم بريطاني، ولد في 7 يناير 1982 في Stafford ‏ في المملكة المتحدة. لعب مع بورت فايل ومانشستر يونايتد ونادي موور غرين لكرة القدم.

## وصلات خارجية
- أشلي دود على موقع قاعدة بيانات كرة القدم.إي يو (الإنجليزية)
- أشلي دود على موقع Soccerbase.com (لاعب) (الإنجليزية)